# غدات (زرقطن)
غدات هي إحدى مشيخات المملكة المغربية، تتبع جغرافيا لإقليم الحوز وإداريًا لزرقطن. يقدر عدد سكانها بـ 3818 نسمة حسب الإحصاء الرسمي للسكان والسكنى لسنة 2004.